# Sabre modèle 1816 de cavalerie légère

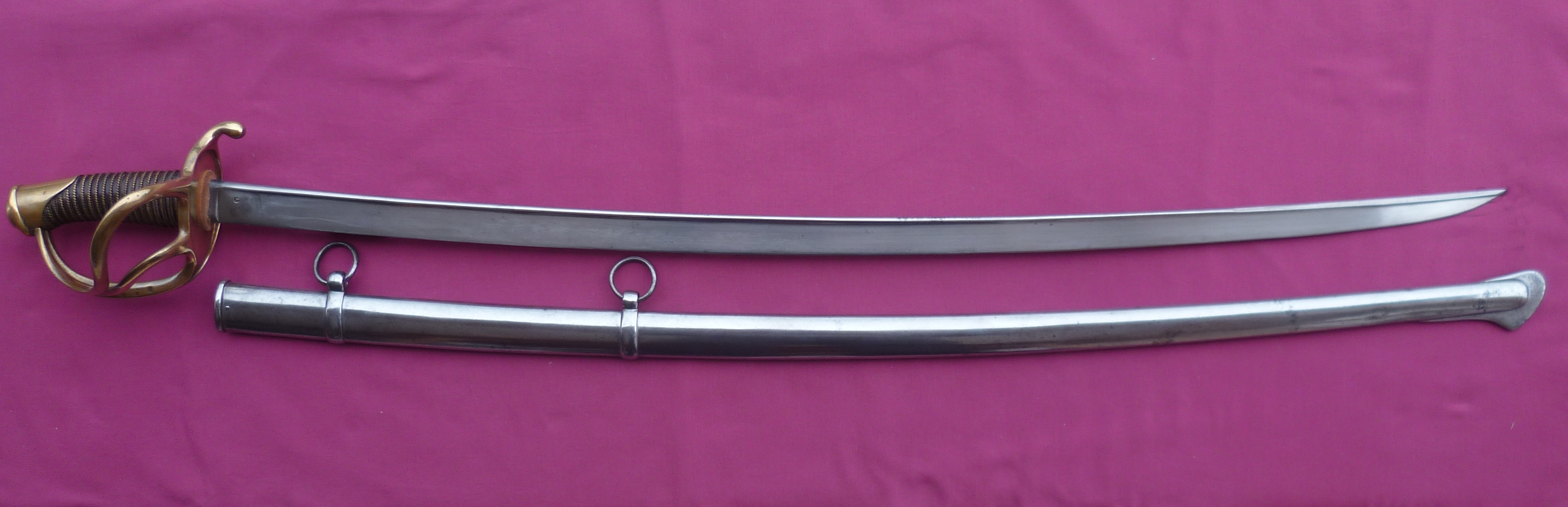
Sabre modèle 1816 de cavalerie légère

Le sabre modèle 1816 de cavalerie légère est un sabre français de cavalerie légère, pour la troupe et les officiers. Il est adopté en 1816 en remplacement du modèle AN IX, de l'AN XI et de l'AN XIII.

## Description
Après la chute du premier empire, il fut décidé de réorganiser l'armement, et c'est le colonel Cotty qui va s'en occuper. Seront créés un modèle pour la cavalerie légère, un pour la cavalerie lourde, un pour l'artillerie à pied, et un autre pour l'infanterie.
Ce modèle est l'ancêtre de tous les sabres qui seront produits par la suite jusqu'au modèle 1896, il sera utilisé jusqu'à la fin de la restauration. Il marque la disparition de l'oreillon et de  la calotte longue , signe distinctif de la cavalerie légère.

### Sabre modèle 1816 de cavalerie légère de troupe
Ce sabre équipera les chasseurs à cheval et les hussards, de la ligne et de la garde royale.
Caractéristiques réglementaires de l'arme lors de sa mise en service :
- longueur de la lame : 93 cm
- type de lame : lame courbe à la montmorency, un pan creux et une gouttière au fort sur chaque face
- flèche : ±2,5 cm
- monture : en laiton, trois branches, avec cordon brise-pointe
- poignée : bois encordé recouvert de basane, avec filigrane laiton
- fourreau : tôle d'acier de 1.5 mm, deux bracelets de bélière

Vers 1820 la lame à la montmorency sera remplacée par une lame à jonc, sans gouttière ni pan creux.

### Sabre modèle 1816 de cavalerie légère d'officier
Le modèle pour officier de la ligne est presque identique à celui de la troupe, avec une monture dorée, des ciselures, et une poignée qui peut être recouverte de chagrin ou de galuchat.
Par contre, le modèle pour officier de la garde royale possède une monture à quatre branches.